# Acquafondata
Acquafondata är en ort och kommun i provinsen Frosinone i regionen Lazio i Italien. Kommunen hade 266 invånare (2018).